# Ли Ён Джэ
Ли Ён Джэ (кор. 이용재; общепринятая латинская транскрипция — Lee Yong-jae; 8 июня 1991, Сеул) — футболист Республики Корея. Выступает за клуб «Чоннам Дрэгонз» и национальную сборную Республики Корея .

## Карьера
Ли Ён Дже начал свою карьеру в технической старшей школе Пхохан Чечхоль, а после Чемпионата мира по футболу среди юношеских команд 2007 года, уехал в Европу подписания с ФК «Уотфорд».